# Les Douze Travaux de Benoît Brisefer
Les Douze Travaux de Benoît Brisefer  est la troisième histoire de la série Benoît Brisefer de Peyo, Yvan Delporte et François Walthéry. Elle est publiée pour la première fois du no 1459 au no 1517 du journal Spirou. Puis elle est publiée sous forme d'album en 1968. Le titre fait allusion aux douze travaux d'Hercule. 

## Résumé
Chaque année, la grande foire de Vivejoie-la-Grande attire de tous les environs une foule nombreuse. Comme tous les petits garçons de son âge, Benoît Brisefer raffole des foires. Il y rencontre son ami monsieur Dussiflard qui vient d'apprendre une grande nouvelle : on a découvert du pétrole sur le terrain qu'il possède en commun avec huit vieux amis musiciens. Chacun d'entre eux a en sa possession un fragment de l'acte de propriété, lequel n'aura de valeur que s'il est présenté complet. Les neuf amis doivent donc se réunir pour hériter de la fortune...

## Les «12 Travaux» de Benoît
Comme indique le titre, Benoit exécute « 12 travaux », dont voici la liste :
- 1er travail : Benoit détruit la porte blindée d'une banque pour sauver Lorgelet, premier ami de Dussiflard, ligoté dans la chambre forte près d'une charge de dynamite.
- 2e travail : Benoit neutralise puis enferme les animaux qu'on avait libérés pour tuer Piccolo, le détenteur du second papier.
- 3e travail : Benoit, piégé dans une mine en compagnie de Dussiflard et de Tronchu, le 3e ami, creuse une galerie jusqu'à l'air libre afin de les libérer.
- 4e travail : Benoit, grâce à son souffle puissant, éteint un incendie et sauve Boudingart, le 4e musicien.
- 5e travail : Benoit réussit à préserver l'avion objet d'un sabotage, dans lequel il voyageait avec Dussiflard, .
- 6e travail : Benoit, grâce à sa force, réussit à ramener à quai un bateau qui emportait Joseph Delbouille, le 5e musicien.
- 7e travail : Benoit stoppe le train emballé dans lequel Dussiflard et lui se trouvaient (ce moment est illustré par l'image de couverture).
- 8e travail : Benoit sauve Lahuchette (le 6e ami) en jetant un immense tronc d'arbre pour le protéger des tirs d'un peloton d'exécution.
- 9e travail : Benoit libère Lahuchette en assommant toute l'armée qui le retenait prisonnier.
- 10e travail : Benoit attrape au vol le dernier musicien (Saint-Amand-du-Riflaud) qui avait été précipité du toit d'un édifice en construction.
- 11e travail : Benoit détruit le bâtiment de la Big Petroleum Company, entité coupable des vols de documents.
- 12e travail : Benoit, en voulant jouer du bugle, fait exploser toutes les vitres de son quartier.

## Personnages
- Benoît Brisefer
- Jules Dussiflard
- M. Vercheval
- M. Lorgelet
- M. Piccolo
- M. Tronchu
- M. Boudingart
- M. Joseph Delbouille
- M. Lahuchette
- M. St-Amand-du-Riflaud

## Publication

### Revues
Dans le journal Spirou no 1459 (paru le 31 mars 1966) au no 1517 (paru le 11 mai 1967).